# ロドリゲス島
ロドリゲス島 （ロドリゲスとう、Rodrigues Island） とはインド洋のモーリシャス島から北東560kmに位置するモーリシャス領の孤島で、3つの島からなる。マスカリン諸島の一部。

## 概要

ロドリゲス島の位置

火山島で最高峰はリモン山 (Mont Limon、396m) である。
島の周囲は広いラグーンに囲まれている。
2015年の人口は4万1942人、面積は104km2、人口密度は403.3人/km2。
ロドリゲス島の中心地かつ州都はポート・マチュリンで、人口は7990人。
経済は開発が遅れており、牧畜、漁業、農業が中心。
最近ではエコ・ツーリズム的な観光産業に力を入れている。

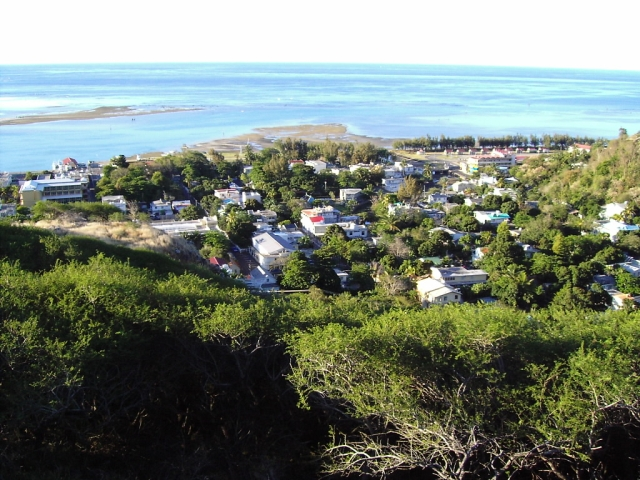
ポート・マチュリン

## 気候
ケッペンの気候区分ではサバナ気候（Aw）に属する。
| ロドリゲス島の気候                      | ロドリゲス島の気候 | ロドリゲス島の気候 | ロドリゲス島の気候 | ロドリゲス島の気候 | ロドリゲス島の気候 | ロドリゲス島の気候 | ロドリゲス島の気候 | ロドリゲス島の気候 | ロドリゲス島の気候 | ロドリゲス島の気候 | ロドリゲス島の気候 | ロドリゲス島の気候 | ロドリゲス島の気候 |
| 月                                      | 1月                | 2月                | 3月                | 4月                | 5月                | 6月                | 7月                | 8月                | 9月                | 10月               | 11月               | 12月               | 年                 |
| --------------------------------------- | ------------------ | ------------------ | ------------------ | ------------------ | ------------------ | ------------------ | ------------------ | ------------------ | ------------------ | ------------------ | ------------------ | ------------------ | ------------------ |
| 最高気温記録 °C （°F）                  | 33.9 (93)          | 34.0 (93.2)        | 33.9 (93)          | 33.0 (91.4)        | 30.9 (87.6)        | 30.9 (87.6)        | 30.4 (86.7)        | 31.2 (88.2)        | 30.7 (87.3)        | 30.9 (87.6)        | 30.9 (87.6)        | 33.1 (91.6)        | 34.0 (93.2)        |
| 平均最高気温 °C （°F）                  | 29.2 (84.6)        | 29.3 (84.7)        | 29.4 (84.9)        | 28.7 (83.7)        | 27.5 (81.5)        | 26.0 (78.8)        | 25.0 (77)          | 24.8 (76.6)        | 25.4 (77.7)        | 26.3 (79.3)        | 27.4 (81.3)        | 28.7 (83.7)        | 27.3 (81.1)        |
| 平均最低気温 °C （°F）                  | 23.6 (74.5)        | 23.8 (74.8)        | 23.7 (74.7)        | 23.0 (73.4)        | 21.6 (70.9)        | 20.1 (68.2)        | 19.1 (66.4)        | 18.8 (65.8)        | 19.3 (66.7)        | 20.1 (68.2)        | 21.3 (70.3)        | 22.8 (73)          | 21.4 (70.5)        |
| 最低気温記録 °C （°F）                  | 18.4 (65.1)        | 19.8 (67.6)        | 19.0 (66.2)        | 18.4 (65.1)        | 18.1 (64.6)        | 16.5 (61.7)        | 14.5 (58.1)        | 15.2 (59.4)        | 15.8 (60.4)        | 16.5 (61.7)        | 17.2 (63)          | 19.2 (66.6)        | 14.5 (58.1)        |
| 降水量 mm （inch）                      | 150.0 (5.906)      | 184.7 (7.272)      | 131.2 (5.165)      | 117.0 (4.606)      | 78.3 (3.083)       | 77.6 (3.055)       | 80.8 (3.181)       | 59.4 (2.339)       | 43.8 (1.724)       | 40.7 (1.602)       | 70.0 (2.756)       | 71.0 (2.795)       | 1,104.5 (43.484)   |
| 平均降水日数 （≥1.0 mm）                | 12                 | 13                 | 13                 | 13                 | 12                 | 13                 | 15                 | 13                 | 9                  | 8                  | 7                  | 8                  | 136                |
| % 湿度                                  | 79                 | 81                 | 80                 | 79                 | 75                 | 74                 | 75                 | 74                 | 74                 | 74                 | 76                 | 77                 | 76                 |
| 平均月間日照時間                        | 275.9              | 240.1              | 257.3              | 243.0              | 244.9              | 219.0              | 232.5              | 244.9              | 237.0              | 275.9              | 273.0              | 285.2              | 3,028.7            |
| 平均日照時間                            | 8.9                | 8.5                | 8.3                | 8.1                | 7.9                | 7.3                | 7.5                | 7.9                | 7.9                | 8.9                | 9.1                | 9.2                | 8.9                |
| 出典：Mauritius Meteorological Services |                    |                    |                    |                    |                    |                    |                    |                    |                    |                    |                    |                    |                    |

## 歴史
10世紀には、アラブ人航海士が島に訪れていたと言う。
1528年もしくは1597年、ポルトガル人のディエゴ・ロドリゲスが発見した。
ロドリゲスによる島の到着後、たびたびヨーロッパ人が島に訪れるが長期滞在者はいなかった。
1685年、フランスのルイ14世がアンリ4世国王の出したナントの勅令(ユグノー等のプロテスタント信徒に対してカトリック信徒とほぼ同じ権利を与える勅令)を廃棄した。
同時に発されたフォンテーヌブロー勅令によって弾圧されたユグノーはオランダに逃げた。
その頃、オランダのインド会社がインド洋に船団を送り込みロドリゲス島の植民地を狙っていた。
1691年、オランダに逃げていたフランスの新教徒フランソワ・ルガとその一団はオランダ政府の庇護の下で、プロテスタントの社会を築き上げようとロドリゲス島に住み着いた。
彼ら新教徒たちは2年間島に住み着くが、孤独とサイクロンなどに悩まされ、ついにはモーリシャスに逃げた。
1715年、フランスがレユニオン、モーリシャスそしてロドリゲス島に植民地化を狙って入植者を送り込み占領した。
特にロドリゲス島は航海船の食料補給基地としての役割が大きく、ロドリゲス島は発展していった。
食料とされたのは島に生息している鳥類のロドリゲスドードー、そしてゾウガメである。
両方とも人間に捕獲され絶滅してしまった。
1810年、イギリスが占領した。
1883年8月、ロドリゲス島の警察本部長であるジェイムズ・ウォリスは、この月の保護領日誌に「26日から27日の午後3時にかけて、3、4時間おきに7-10回、東の方角から銃砲が轟くような音が聞こえた」といった趣旨の記録をしている。これは1883年のクラカタウの噴火による音であった。クラカタウとロドリゲス島の間には約 4776キロメートルの距離があり、この距離は、自然音が聞き取れた場所とその発生源との間の距離の最長記録である。この記録は現在も破られていない。
1968年、モーリシャスがイギリスから独立。
現在ロドリゲス島はモーリシャスの一州で独自の自治省を設置している。